# Harold II van Engeland
Harold II Godwinson (Wessex, ca. 1023 – Battle (bij Hastings (Engeland)), 14 oktober 1066) was de laatste gekroonde Angelsaksische koning van Engeland (6 januari 1066 – 14 oktober 1066). Harold was aanvoerder van het Engelse leger in de slag bij Hastings die hij verloor en waar hij ook sneuvelde. Met deze veldslag begon de Normandische verovering van Engeland.
Harold was de zoon van Godwin van Wessex en Gytha Thorkelsdóttir, een vrouw uit de Deense adel. Godwin had onder het koningschap van Eduard de Belijder in feite het gezag over Engeland. Harold erfde de machtspositie van zijn vader.

## Loopbaan als edelman
In 1044 werd Harold earl van East Anglia (dit omvatte East Anglia, Essex, Cambridgeshire en Huntingdonshire). Twee jaar later ontving Harold de helft van de graafschappen van zijn broer Sweyn (ca. 1022 – Constantinopel, 29 september 1052), die earl was van Mercia (de graafschappen Berkshire, Gloucestershire, Herefordshire, Oxfordshire en Somerset). De andere helft van de goederen werd gegeven aan Bjørn Ulfsson, een Deense neef van Sweyn en Harold. Sweyn verloor zijn functie als straf van de koning omdat hij op de terugweg van een veldtocht tegen Wales, de abdis van Leominster had ontvoerd. In 1049 leidde Harold een aantal schepen binnen een vloot die werd gestuurd om keizer Keizer Hendrik III te steunen in zijn strijd tegen Boudewijn V van Vlaanderen. Sweyn keerde dat jaar terug naar Engeland en vroeg om hersteld te worden als earl van Mercia, maar zowel Harold als Bjørn weigerden om hun deel van Mercia op te geven. Sweyn vermoordde Bjørn en werd opnieuw verbannen, hij zocht toevlucht bij Boudewijn V van Vlaanderen.
Toen zijn vader in 1051 werd verbannen omdat hij met een opstand dreigde, vluchtte Harold met zijn broer Leofwine naar Ierland. Godwin en Sweyn vluchtten naar Brugge, Sweyn maakte een pelgrimstocht naar Jeruzalem maar overleed op de terugweg. In 1052 keerde Harold terug naar Engeland en hielp zijn vader om zijn positie te herstellen. Toen Godwin in 1053 stierf volgde Harold hem op als earl van Wessex (een gebied dat destijds een derde van Engeland besloeg). Hoewel hij zijn functie als earl van East Anglia moest opgeven, werd Harold hiermee de machtigste man in het land. In 1057 versloeg Harold troepen uit Wales die Robert van Mantes, earl van Hereford, hadden verslagen en die Hereford hadden geplunderd. Robert overleed op 21 december 1057 en in 1058 werd Harold ook benoemd tot earl van Hereford. Door veldtochten in 1062 en 1063 versloeg hij de Welshe leider Gruffydd ap Llywelyn.
Harold volgde zijn vader op als leider van de oppositie tegen de toenemende Normandische invloed onder het koningschap van zijn zwager Eduard de Belijder. Eduard had niet alleen een Normandische moeder maar had als kind en jonge man meer dan 25 jaar in ballingschap in Normandië geleefd toen Deense en Noorse koningen de Engelse troon bezetten.

## Opvolging van Eduard de Belijder
Harold was al de machtigste edelman in het zuiden van Engeland en in 1065 breidde hij zijn invloed naar het noorden uit. Zijn lastige broer Tostig Godwinson, earl van Northumbria, wekte door zijn harde bestuur zoveel verzet dat een burgeroorlog dreigde. Harold greep in en steunde Tostigs tegenstanders en maakte vervolgens zijn zwager Morcar tot earl van Northumbria. Tostig vluchtte naar het hof van Harald III van Noorwegen.
Toen Eduard op 5 januari 1066 stierf, beweerde Harold dat Eduard hem op zijn sterfbed als opvolger had aangewezen. Een dag later werd hij gekroond. De Normandische hertog Willem maakte ook aanspraak op de troon omdat die hem in 1052 al beloofd zou zijn en omdat hij bovendien een achterneef was van Eduard. Een dergelijke aanspraak was geldig in Frankrijk maar stelde in Engeland niet veel voor, omdat de koning daar uiteindelijk door de Witenagemot werd gekozen. Daarbij beschuldigde Willem Harold ervan dat die hem in 1064 een eed had gezworen hem te erkennen als koning van Engeland, en dat hij door zijn handelen dus meinedig geworden was.
In 1064 kwam een schip, met Harold aan boord, onbedoeld terecht in het graafschap Ponthieu. Graaf Gwijde I van Ponthieu nam Harold en zijn bemanning gevangen in zijn kasteel bij het huidige Le Touquet-Paris-Plage. Willem van Normandië, de leenheer van Gwijde, eiste Harold op, en Harold leefde enige tijd aan het hof van Willem. Harold nam deel aan een veldtocht van Willem tegen Conan II van Bretagne. Onderweg zou hij twee mannen van Willem hebben gered die bij le Mont-Saint-Michel in het drijfzand terecht waren gekomen. Conan moest zich uiteindelijk bij Dinan overgeven. Harold werd bij die gelegenheid door Willem geridderd. (speculatief: Vermoedelijk heeft hij bij die gelegenheid een eed van trouw gezworen – Harold zal dat achteraf nadrukkelijk binnen de situatie van dat moment hebben gezien maar Willem gebruikte het in 1066 om zijn aanspraak op de Engelse troon mee te onderbouwen.)
Volgens Ordericus Vitalis verloofde Harold zich in Normandië met Willems dochter Adelisa. Maar terug in Engeland sloot hij een politiek voordelig huwelijk. Na Harolds kroning zou Willem nog aan Harold hebben gevraagd om alsnog met zijn dochter te trouwen, Harold zou dat hebben geweigerd.

## Koning van Engeland
Harold werd één dag na het overlijden van Edward tot koning gekozen en gekroond. Vermoedelijk gebeurde dit zo snel omdat de meeste hoge edelen toch al aan het hof waren wegens de viering van Driekoningen. Volgens de Normandiërs was deze snelle gang van zaken zeer verdacht, een aanwijzing voor de onrechtmatigheid van het koningschap van Harold.
Willem van Normandië besloot tot een aanval op Engeland. In eerste instantie lukte het hem niet om voldoende bondgenoten te verwerven. Hij kreeg de openlijke steun van de geestelijkheid in Frankrijk toen hij aanvoerde dat Harold een eed, aan hem gezworen op relieken, zou hebben gebroken. Ook beloofde Willem iedereen die investeerde in de expeditie een rijk aandeel in de winst van de onderneming. In ieder geval werd nauwkeurig bijgehouden hoeveel schepen (met bemanning en soldaten) door wie aan de invasievloot werden bijgedragen. Na de verovering van Engeland werden al deze "investeerders" beloond in verhouding tot hun bijdrage aan de vloot. De expeditie van Willem leek hiermee sterk op de plundertochten van de Vikingen. Uiteindelijk kreeg Willem steun van edelen langs de hele kust van Bretagne tot Vlaanderen en kon hij een vloot van 700 schepen bijeen brengen.
In reactie mobiliseerde Harold zijn leger van boerensoldaten en edelen, en stationeerde dat samen met zijn beroepsleger (de húskarls) op het eiland Wight. De voorbereidingen van Willem duurden langer dan verwacht en hij had bovendien te maken met een langdurige periode van ongunstige wind. Op 8 september was Harold gedwongen om zijn gemobiliseerde troepen naar huis te laten gaan. Volgens de wet hadden de boerensoldaten het recht om op tijd voor de oogst weer thuis te zijn. Harold trok zich met de húskarls terug op Londen.
Op dezelfde dag, 8 september (Tostig moet precies hebben geweten met welke problemen Harold te maken had), landde Harald Hardrada van Noorwegen en Tostig met een leger in de Humber en trokken daarvandaan naar York. Onderweg werden ze op 20 september door de graven Edwin van Mercia en Morcar van Northumbria bij Fulford onderschept. Na een dag van zware gevechten met veel verliezen aan beide kanten, werden de Engelsen in de slag bij Fulford verslagen. York gaf zich over met als voorwaarde dat het Noorse leger buiten de stad zou blijven. Harald en Tostig trokken hun troepen daarom terug naar Riccall, in afwachting van 500 beloofde gijzelaars. Ondertussen had Harold zijn húskarls in vier dagen van Londen naar York gemarcheerd. Hij bezette de stad en trok op 25 september met lokale versterkingen naar Stamford Bridge (Engeland) waar de gijzelaars zouden worden overgedragen. Harald en Tostig kwamen met een deel van hun leger (in literatuur wordt uitgegaan van ongeveer twee derde) nietsvermoedend en lichtbewapend naar de afspraak. Daar werden ze overvallen door Harold (slag bij Stamford Bridge). Hoewel de Noren zich lang konden verdedigen en de rest van hun leger ze later op de dag te hulp kwam, werd het Noorse leger met grote verliezen verslagen. Harald en Tostig sneuvelden allebei.
Willem van Normandië vertrok op 12 september met zijn vloot uit Normandië maar werd door storm en tegenwind gedwongen om te schuilen in de monding van de Somme (rivier), bij Saint-Valery-sur-Somme. Dat Willem zich uitgerekend nu niet door het slechte weer liet tegenhouden maakt het zeer aannemelijk dat ook hij op de hoogte was van het ontbinden van het Engelse leger op 8 september, en misschien was hij ook op de hoogte van de Noorse aanval op York. Hij moest echter wachten tot 27 september voordat een oversteek mogelijk was, en landde op 28 september bij Pevensey. Willem richtte versterkte posities in bij Hastings (Engeland) en Pevensey en begon de omgeving te plunderen, om zijn voorraden aan te vullen en om Harold te provoceren. Maar de Normandische troepen deden geen poging om Engeland in te trekken of grotere gebieden te bezetten.
Harold was intussen op de terugweg naar Londen. De noordelijke troepen had hij in York achtergelaten. Onderweg zal hij gehoord hebben van de landing van Willem en, na een tussenstop van een week in Londen, trok hij verder naar het zuiden. Het is dus niet zo dat Harold zijn troepen heeft geforceerd met een snelle mars naar het zuiden. Harold bezette een strategische heuvel ten noorden van Hastings langs de enige goede weg landinwaarts, waardoor de troepen van Willem opgesloten werden in Hastings. Op 14 oktober kwam het op die heuvel tot de slag bij Hastings. Beide legers waren ongeveer 7000 man sterk maar waren heel verschillend: het Normandische leger was een typisch middeleeuws leger met een belangrijke rol voor offensief ingestelde zwaarbewapende cavalerie (de ridders) en boogschutters, het Engelse leger vocht in de Noord-Europese stijl volledig te voet: zwaarbewapende infanterie (de húskarls en de edelen, eventueel met hun persoonlijke gardes) met grote bijlen, zwaarden en pieken die vochten van achter een defensieve "schildenmuur" van boerensoldaten. De slag begon om 9 uur in de ochtend en de uitkomst was lang onzeker, de slag werd pas beslist bij zonsondergang door de dood van Harold. Het Engelse leger leed grote verliezen, ook de broers van Harold, Gyrth en Leofwine, sneuvelden.

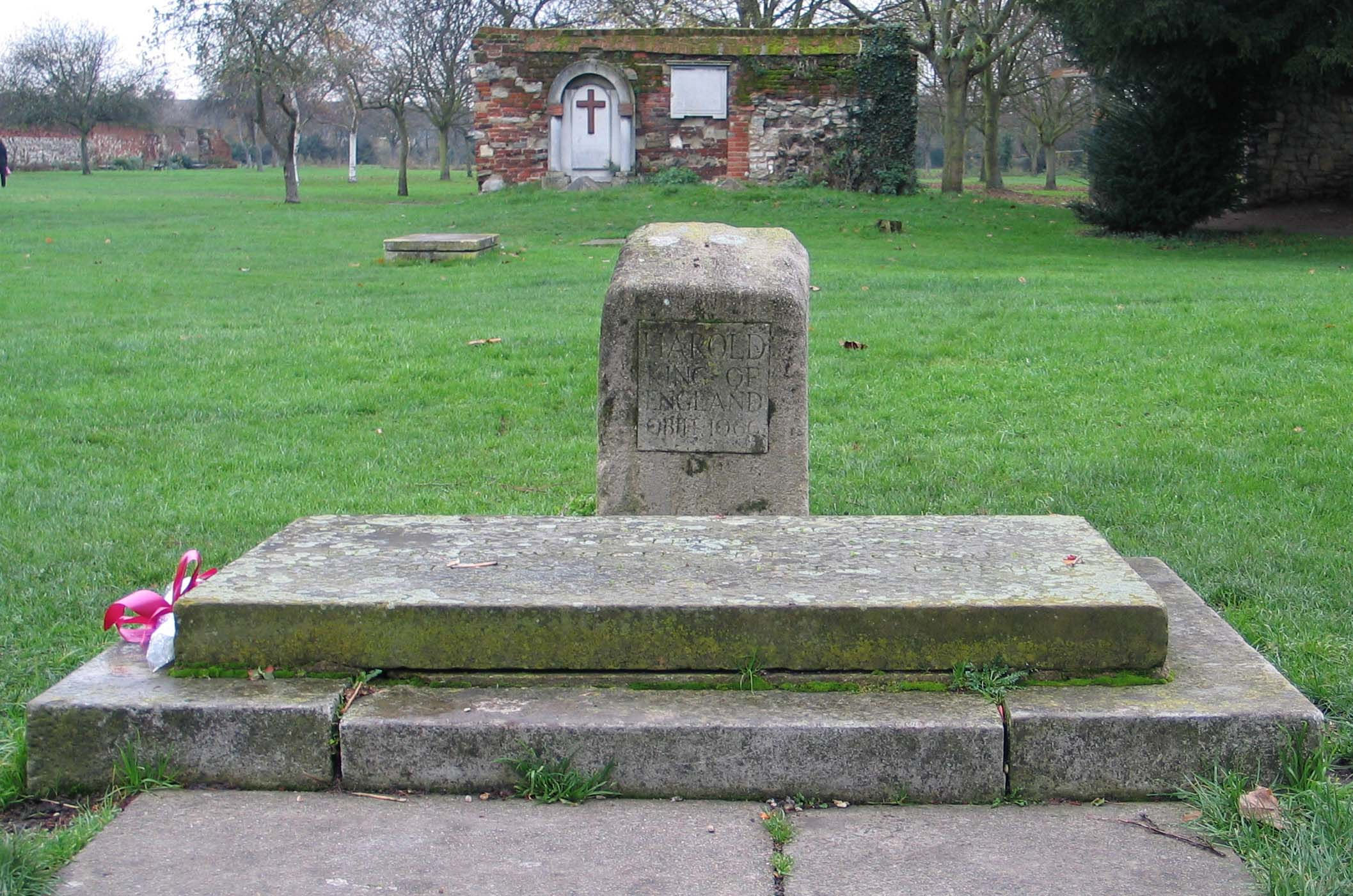
Mogelijk graf van Harold II in Waltham Abbey

Er is niets met zekerheid bekend over wat er verder met het lichaam van Harold is gebeurd. Een bekend verhaal is dat Ealdgyth Svannesha zijn lichaam moest identificeren doordat zijn hoofd te erg verminkt was om herkenning mogelijk te maken. Willem van Poitiers, de kapelaan van Willem de Veroveraar en aanwezig bij de slag van Hastings, beschrijft dat Willem de Veroveraar het lichaam aan de Normandische edelman Willem van Mallet gaf om te begraven. Volgens Willem van Poitiers had Willem de Veroveraar een aanbod van Harolds moeder om zijn lichaam vrij te kopen afgeslagen, en had hij opdracht gegeven dat Harold aan de kust moest worden begraven die hij met zoveel moeite had proberen te verdedigen. Er zijn twee plaatsen waar het graf van Harold wordt vermoed:
- de kerk van Bosham. Harold zou in Bosham zijn geboren en de plaats ligt aan zee. In de kerk is in 1954 een Angelsaksische sarcofaag gevonden met daarin de resten van een volwassen man, die zijn hoofd, een hand en een onderbeen mist. De resten zijn herbegraven en een verzoek voor nader onderzoek is in 2003 afgewezen;
- de abdij van Waltham Abbey, die in 1060 door Harold opnieuw is gesticht.

## Huwelijken en kinderen
Kort nadat hij earl van East Anglia was geworden, nam Harold Ealdgyth Svannesha tot vrouw "more Danico" (letterlijk "volgens Deens gebruik", dat was in dit geval de middeleeuwse term voor het volksgebruik dat wijdverbreid was in Noord-Europa). Zij was een dochter uit de lokale adel en Harold probeerde door deze relatie snel lokale steun te krijgen. Een huwelijk More Danico was geen kerkelijk huwelijk maar had wel een wettig karakter. Een (rijke en machtige) man kon enkele van deze huwelijken tegelijk sluiten en daarnaast ook een kerkelijk huwelijk sluiten, indien de geestelijkheid daar geen bezwaar tegen maakte. Kinderen uit het huwelijk hadden vol erfrecht maar werden door de kerk als bastaarden beschouwd (het bekendste voorbeeld daarvan was Willem de Veroveraar, die ook uit een More Danico-huwelijk was geboren). Harold en Ealdgyth kregen de volgende kinderen:
- Godwin. Godwin, Edmund en Magnus vluchtten in 1066 naar Ierland. In 1068 deden ze een inval in Devon en Somerset (graafschap) maar werden door lokale Normandische troepen verslagen. Daarna vluchtten ze naar het hof van hun achterneef Sven II van Denemarken;
- Edmund;
- Magnus;
- Eadgyth (ca. 1055 – 10 maart 1098/1099), vluchtte naar Sven II van Denemarken en werd door hem uitgehuwelijkt aan Vladimir Monomach, grootvorst van Kiev. Overleed als non in het Heilige Land;
- doodgeboren of jong overleden kind, begraven in de kathedraal van Canterbury bij de tombe van St-Dunstan, waar een aantal geestelijken aanstoot aan nam;
- Gunhild (ca. 1060 – na 1093), non in de abdij van Wilton (Wiltshire). Zij werd daaruit ontvoerd door Alan Rufus (c. 1040 – 1089) en werd zijn minnares. Alan was een edelman uit Bretagne die deel had genomen aan de Normandische invasie van 1066. Hij was een van de rijkste mannen van Engeland en had ook de persoonlijke goederen van Ealdgyth Svannesha in bezit genomen. Dat was waarschijnlijk de basis van zijn belangstelling voor Gunhild (vanwege haar aanspraken op haar erfgoed, als enig kind dat nog in Engeland was). Na de dood van Alan werd ze minnares van zijn halfbroer Alan van Richmond;
- Ulf, als baby naar Normandië gebracht in 1066. Na de dood van Willem de Veroveraar door zijn zoon Robert Curthose vrijgelaten en geridderd.

Harold verloofde zich in 1064 met Adelisa van Normandië. Harold trouwde echter niet met haar, ondanks een herhaald verzoek van Willem van Normandië in begin 1066. Zij werd non in Préaux.
In 1064 of 1065 trouwde Harold met Edith, de dochter van Aelfgar, earl van Mercia, en zijn vrouw Aelgifu. Zij was weduwe van de Welshe leider Gruffydd ap Llywelyn en haar broers waren machtige edelen in Engeland. Edith had dus veel invloed in Wales en Engeland. Zij kregen een postume zoon Harold (Chester, december 1066 – na 1098). Hij werd als klein kind naar het hof van Magnus II van Noorwegen gebracht. In 1098 nam hij deel aan een veroveringstocht van Magnus III van Noorwegen die via de Orkneyeilanden, Man (eiland) en Anglesey veroverde. Hugo, earl van Chester, en Hugo, earl van Shrewsbury (Engeland), trokken naar Anglesey om de Noren te verdrijven maar Hugo van Shrewsbury werd gedood en Hugo van Chester moest vluchten.

## Voorouders
| Voorouders van Harold II van Engeland | Voorouders van Harold II van Engeland      | Voorouders van Harold II van Engeland      | Voorouders van Harold II van Engeland      | Voorouders van Harold II van Engeland      | Voorouders van Harold II van Engeland | Voorouders van Harold II van Engeland | Voorouders van Harold II van Engeland | Voorouders van Harold II van Engeland |
| ------------------------------------- | ------------------------------------------ | ------------------------------------------ | ------------------------------------------ | ------------------------------------------ | ------------------------------------- | ------------------------------------- | ------------------------------------- | ------------------------------------- |
| Overgrootouders                       | ? (-) ∞ ? (–)                              | ? (-) ∞ ? (–)                              | ? (-) ∞ ? (–)                              | ? (-) ∞ ? (–)                              | ? (-) ∞ ? (–)                         | ? (-) ∞ ? (–)                         | ? (-) ∞ ? (–)                         | ? (-) ∞ ? (–)                         |
| Grootouders                           | Wulfnoth Cild (960–1009/1014) ∞ 1000 ? (-) | Wulfnoth Cild (960–1009/1014) ∞ 1000 ? (-) | Wulfnoth Cild (960–1009/1014) ∞ 1000 ? (-) | Wulfnoth Cild (960–1009/1014) ∞ 1000 ? (-) | ? (-) ∞ ? (–)                         | ? (-) ∞ ? (–)                         | ? (-) ∞ ? (–)                         | ? (-) ∞ ? (–)                         |
| Ouders                                | Godwin van Wessex (993-1053) ∞ ? (-)       | Godwin van Wessex (993-1053) ∞ ? (-)       | Godwin van Wessex (993-1053) ∞ ? (-)       | Godwin van Wessex (993-1053) ∞ ? (-)       | Godwin van Wessex (993-1053) ∞ ? (-)  | Godwin van Wessex (993-1053) ∞ ? (-)  | Godwin van Wessex (993-1053) ∞ ? (-)  | Godwin van Wessex (993-1053) ∞ ? (-)  |
| Harold II van Engeland (1023-1066)    |                                            |                                            |                                            |                                            |                                       |                                       |                                       |                                       |

- Bibliothèque nationale de France: cb12555665s (data)
- Gemeinsame Normdatei: 118720449
- International Standard Name Identifier: 0000 0000 2181 8910
- Library of Congress Control Number: n50026075
- Nationale Bibliotheek van Israël: 987007462523205171
- Nationale Bibliotheek van Polen: a0000001241151
- Nederlandse Thesaurus van Auteursnamen: 072757175
- Système universitaire de documentation: 086096095
- Virtual International Authority File: 70172485
- WorldCat: E39PBJfRyPfhRVvXX49kJBwgrq